# Чехословакия на зимних Олимпийских играх 1952
Чехословакия принимала участие в Зимних Олимпийских играх 1952 года в Осло (Норвегия) в шестой раз за свою историю, но не завоевала ни одной медали.

## Результаты соревнований

### Лыжные гонки
Мужчины
| Соревнование     | Спортсмен                                                         | Результат | Место | Отставание |
| ---------------- | ----------------------------------------------------------------- | --------- | ----- | ---------- |
| 18 км            | Властимил Мелих                                                   | 1:10:09   | 29    | +8:35      |
| 18 км            | Владимир Шимунек                                                  | 1:12:34   | 47    | +11:00     |
| 18 км            | Штефан Ковальчик                                                  | DNF       | —     | —          |
| 50 км            | Ярослав Цардаль                                                   | 4:01:49   | 14    | +28:16     |
| 50 км            | Франтишек Бальвин                                                 | 4:21:19   | 21    | +47:46     |
| Эстафета 4×10 км | Владимир Шимунек Штефан Ковальчик Властимил Мелих Ярослав Цардаль | 2:37:12   | 8     | +16:56     |

### Лыжное двоеборье
| Соревнование              | Спортсмены      | Прыжки с трамплина | Прыжки с трамплина | Прыжки с трамплина | Прыжки с трамплина | Прыжки с трамплина | Лыжная гонка | Лыжная гонка | Лыжная гонка | Итог    | Итог  |
| Соревнование              | Спортсмены      | 1 прыжок           | 2 прыжок           | 3 прыжок           | Очки               | Место              | Лыжная гонка | Лыжная гонка | Лыжная гонка | Итог    | Итог  |
| Соревнование              | Спортсмены      | Дистанция          | Дистанция          | Дистанция          | Очки               | Место              | Очки         | Время        | Место        | Очки    | Место |
| ------------------------- | --------------- | ------------------ | ------------------ | ------------------ | ------------------ | ------------------ | ------------ | ------------ | ------------ | ------- | ----- |
| Индивидуальное первенство | Властимил Мелих | 58,0 м             | 56,0 м             | 58,0 м             | 179,0              | 23                 | 211,818      | 1:10:09      | 10           | 390,818 | 16    |

### Хоккей
Вратари — Йозеф Загорский (АТК Прага), Ян Рихтер («Кралово-Поле»).
Защитники — Вацлав Бубник («Сокол ВЖКГ» Острава), Карел Гут  («Татра Смихов»), Ян Лидраль (АТК Прага), Мирослав Новый (АТК Прага), Милослав Ошмера (АТК Прага), Зденек Пыха (АТК Прага).
Нападающие — Славомир Бартонь (АТК Прага), Милослав Блажек («Сокол ВЖКГ» Острава), Властимил Бубник («Кралово-Поле»), Властимил Гайшман («Ческе-Будеёвице»), Бронислав Данда («Сокол Зброёвка» Брно-Жиденице), Мирослав Рейман (АТК Прага), Олдржих Седлак («Сокол Зброёвка» Брно-Жиденице), Иржи Секира (АТК Прага), Милослав Хароузд («Татра Смихов»).
Тренеры — Иржи Тожичка, Йосеф Герман.
Итоговая таблица
| Место | Команда      | И | В | Н | П | Шайбы | Разн. | Очки |
| ----- | ------------ | - | - | - | - | ----- | ----- | ---- |
| 1     | Канада       | 8 | 7 | 1 | 0 | 71:14 | +57   | 15   |
| 2     | США          | 8 | 6 | 1 | 1 | 43:21 | +22   | 13   |
| 3     | Швеция       | 8 | 6 | 0 | 2 | 48:19 | +29   | 12   |
| 4     | Чехословакия | 8 | 6 | 0 | 2 | 47:18 | +29   | 12   |
| 5     | Швейцария    | 8 | 4 | 0 | 4 | 40:40 | 0     | 8    |
| 6     | Польша       | 8 | 2 | 1 | 5 | 21:56 | -35   | 5    |
| 7     | Финляндия    | 8 | 2 | 0 | 6 | 21:60 | -39   | 4    |
| 8     | ФРГ          | 8 | 1 | 1 | 6 | 21:53 | -32   | 3    |
| 9     | Норвегия     | 8 | 0 | 0 | 8 | 15:46 | -31   | 0    |

| 15 февраля 1952 19:00 | Чехословакия | 8 : 2 (3:1, 2:1, 3:0) | Польша | Марьенлист, Драммен Зрителей: 5000 |

| Отчёт | Отчёт                                                       | Отчёт                                                                   | Отчёт             | Отчёт                        |
| --- | ----------------------------------------------------------- | ----------------------------------------------------------------------- | ----------------- | ---------------------------- |
| |                                                             |                                                                         |                   |                              |
| | Йозеф Загорский                                             | Вратари                                                                 | Станислав Шлендак | Судьи: В. Бернхард А. Виланд |
| | Голы:                                                       |                                                                         |                   | Судьи: В. Бернхард А. Виланд |
| Властимил Бубник — 01:00 Властимил Бубник — 05:00 (Ян Лидраль) Властимил Гайшман — 07:00 (Милослав Блажек) Милослав Блажек — 24:00 (Олдржих Седлак) Милослав Блажек — 34:00 Мирослав Рейман — ? Иржи Секира — ? Властимил Бубник (бул.) — 59:50 | 1 : 0 2 : 0 2 : 1 3 : 1 4 : 1 5 : 1 5 : 2 6 : 2 7 : 2 8 : 2 | 06:00 — Эугениуш Левацкий (Стефан Чорих) ? — Мариан Ежак (Стефан Чорих) |                   | Судьи: В. Бернхард А. Виланд |
| |                                                             |                                                                         |                   | Судьи: В. Бернхард А. Виланд |
| |                                                             |                                                                         |                   | Судьи: В. Бернхард А. Виланд |
| |                                                             |                                                                         |                   | Судьи: В. Бернхард А. Виланд |
| ? мин | Штраф                                                       | ? мин                                                                   |                   | Судьи: В. Бернхард А. Виланд |
| |                                                             |                                                                         |                   |                              |
| |                                                             |                                                                         |                   |                              |

| 16 февраля 1952 19:00 | Норвегия | 0 : 6 (0:2, 0:2, 0:2) | Чехословакия | Делененга, Осло Зрителей: 5000 |

| Отчёт | Отчёт                               | Отчёт | Отчёт     | Отчёт                      |
| ----- | ----------------------------------- | --- | --------- | -------------------------- |
|       |                                     | |           |                            |
|       | Пер Даль                            | Вратари | Ян Рихтер | Судьи: Й. Алин Е. Зажицкий |
|       | Голы:                               | |           | Судьи: Й. Алин Е. Зажицкий |
|       | 0 : 1 0 : 2 0 : 3 0 : 4 0 : 5 0 : 6 | 14:00 — Славомир Бартонь 18:00 — Славомир Бартонь (бол.) 22:00 — Властимил Бубник (Бронислав Данда) 35:00 — Иржи Секира 44:00 — Славомир Бартонь 54:00 — Иржи Секира |           | Судьи: Й. Алин Е. Зажицкий |
|       |                                     | |           | Судьи: Й. Алин Е. Зажицкий |
|       |                                     | |           | Судьи: Й. Алин Е. Зажицкий |
|       |                                     | |           | Судьи: Й. Алин Е. Зажицкий |
| 4 мин | Штраф                               | 0 мин |           | Судьи: Й. Алин Е. Зажицкий |
|       |                                     | |           |                            |
|       |                                     | |           |                            |

| 17 февраля 1952 21:00 | ФРГ | 1 : 6 (0:0, 0:2, 1:4) | Чехословакия | Йордаль Амфи, Осло Зрителей: 4000 |

| Отчёт                           | Отчёт                                     | Отчёт | Отчёт     | Отчёт                       |
| ------------------------------- | ----------------------------------------- | --- | --------- | --------------------------- |
|                                 |                                           | |           |                             |
|                                 | Хайнц Ваккерс                             | Вратари | Ян Рихтер | Судьи: В. Бернхард В. Дварс |
|                                 | Голы:                                     | |           | Судьи: В. Бернхард В. Дварс |
| Фриц Поич — 59:45 (Маркус Эген) | 0 : 1 0 : 2 0 : 3 0 : 4 0 : 5 0 : 6 1 : 6 | 22:00 — Милослав Хароузд 32:00 — Милослав Хароузд (Карел Гут) 54:00 — Властимил Бубник (мен.) (Бронислав Данда) 55:00 — Славомир Бартонь 56:00 — Иржи Секира (Мирослав Рейман) 58:00 — Властимил Бубник (Бронислав Данда) |           | Судьи: В. Бернхард В. Дварс |
|                                 |                                           | |           | Судьи: В. Бернхард В. Дварс |
|                                 |                                           | |           | Судьи: В. Бернхард В. Дварс |
|                                 |                                           | |           | Судьи: В. Бернхард В. Дварс |
| ? мин                           | Штраф                                     | 2 мин |           | Судьи: В. Бернхард В. Дварс |
|                                 |                                           | |           |                             |
|                                 |                                           | |           |                             |

| 19 февраля 1952 17:00 | Канада | 4 : 1 (1:1, 1:0, 2:0) | Чехословакия | Йордаль Амфи, Осло Зрителей: 9400 |

| Отчёт                                                                                              | Отчёт                       | Отчёт                                      | Отчёт     | Отчёт                   |
| -------------------------------------------------------------------------------------------------- | --------------------------- | ------------------------------------------ | --------- | ----------------------- |
| |                             |                                            |           |                         |
| | Ральф Ханш                  | Вратари                                    | Ян Рихтер | Судьи: Й. Алин В. Дварс |
| | Голы:                       |                                            |           | Судьи: Й. Алин В. Дварс |
| Билл Гибсон — 13:09 (Томас Поллок) Брюс Диксон — 30:10 Горди Робертсон — 40:39 Билл Гибсон — 45:11 | 0 : 1 : 1 2 : 1 3 : 1 4 : 1 | 5:21 — Милослав Хароузд (бол.) (Карел Гут) |           | Судьи: Й. Алин В. Дварс |
| |                             |                                            |           | Судьи: Й. Алин В. Дварс |
| |                             |                                            |           | Судьи: Й. Алин В. Дварс |
| |                             |                                            |           | Судьи: Й. Алин В. Дварс |
| 21 мин                                                                                             | Штраф                       | 18 мин                                     |           | Судьи: Й. Алин В. Дварс |
| |                             |                                            |           |                         |
| | 32                          | Броски                                     | 22        |                         |

| 21 февраля 1952 19:00 | Финляндия | 2 : 11 (1:4, 0:3, 1:4) | Чехословакия | Кадеттанген, Саннвика Зрителей: 2000 |

| Отчёт                                                           | Отчёт                                                                       | Отчёт | Отчёт     | Отчёт                          |
| --------------------------------------------------------------- | --------------------------------------------------------------------------- | --- | --------- | ------------------------------ |
|                                                                 |                                                                             | |           |                                |
|                                                                 | Пекка Мюллюля                                                               | Вратари | Ян Рихтер | Судьи: В. Бернхард Е. Зажицкий |
|                                                                 | Голы:                                                                       | |           | Судьи: В. Бернхард Е. Зажицкий |
| Кристиан Рапп — 15:00 (Юкка Вуолио) Кейо Куусела (бол.) — 51:00 | 0 : 1 : 1 1: 2 1 : 3 1 : 4 1 : 5 1: 6 1 : 7 1 : 8 2 : 8 2 : 9 2 : 10 2 : 11 | 02:00 — Славомир Бартонь 15:00 — Мирослав Рейман (Славомир Бартонь) 16:00 — Иржи Секира (Мирослав Рейман) 17:00 — Милослав Блажек 21:00 — Карел Гут (Властимил Бубник) 22:00 — Карел Гут (Бронислав Данда) 31:00 — Вацлав Бубник (Бронислав Данда) 48:00 — Бронислав Данда (Милослав Хароузд, Властимил Бубник) 52:00 — Вацлав Бубник (Карел Гут) 52:00 — Мирослав Рейман (Милослав Хароузд, Вацлав Бубник) 57:00 — Иржи Секира (Ян Лидраль) |           | Судьи: В. Бернхард Е. Зажицкий |
|                                                                 |                                                                             | |           | Судьи: В. Бернхард Е. Зажицкий |
|                                                                 |                                                                             | |           | Судьи: В. Бернхард Е. Зажицкий |
|                                                                 |                                                                             | |           | Судьи: В. Бернхард Е. Зажицкий |
| 8 мин                                                           | Штраф                                                                       | 2 мин |           | Судьи: В. Бернхард Е. Зажицкий |
|                                                                 |                                                                             | |           |                                |
|                                                                 |                                                                             | |           |                                |

| 22 февраля 1952 17:00 | Швейцария | 3 : 8 (2:0, 1:2, 0:6) | Чехословакия | Йордаль Амфи, Осло Зрителей: 3000 |

| Отчёт | Отчёт                                                           | Отчёт | Отчёт     | Отчёт                   |
| --- | --------------------------------------------------------------- | --- | --------- | ----------------------- |
| |                                                                 | |           |                         |
| | Пауль Висс                                                      | Вратари | Ян Рихтер | Судьи: Й. Алин А. Сандё |
| | Голы:                                                           | |           | Судьи: Й. Алин А. Сандё |
| Ульрих Польтера — 08:00 (Ханс-Мартин Трепп, Гебхард Польтера) Ханс-Мартин Трепп — 11:00 (Ульрих Польтера) Отто Шубигер — 30:00 (Вилли Пфистер) | 1 : 0 2 : 0 3 : 0 3 : 1 3 : 2 3 : 3 : 4 3 : 5 3 : 6 3 : 7 3 : 8 | Иржи Секира — 30:00 Милослав Хароузд — 35:00 Бронислав Данда — 41:00 Властимил Бубник — 42:00 Иржи Секира — 44:00 (Милослав Ошмера) Бронислав Данда — 47:00 Милослав Ошмера — 56:00 (Властимил Бубник) Милослав Ошмера — 58:00 |           | Судьи: Й. Алин А. Сандё |
| |                                                                 | |           | Судьи: Й. Алин А. Сандё |
| |                                                                 | |           | Судьи: Й. Алин А. Сандё |
| |                                                                 | |           | Судьи: Й. Алин А. Сандё |
| 4 мин | Штраф                                                           | 4 мин |           | Судьи: Й. Алин А. Сандё |
| |                                                                 | |           |                         |
| |                                                                 | |           |                         |

| 23 февраля 1952 21:00 | США | 6 : 3 (2:1, 4:0, 0:2) | Чехословакия | Йордаль Амфи, Осло Зрителей: 9000 |

| Отчёт | Отчёт                                               | Отчёт                                                                                              | Отчёт     | Отчёт                    |
| --- | --------------------------------------------------- | -------------------------------------------------------------------------------------------------- | --------- | ------------------------ |
| |                                                     | |           |                          |
| | Дональд Уистон                                      | Вратари                                                                                            | Ян Рихтер | Судьи: В. Дварс Э. Ликок |
| | Голы:                                               | |           | Судьи: В. Дварс Э. Ликок |
| Клиффорд Харрисон (бол.) — 06:32 (Джеймс Седин) Роберт Ромпри (бол.) — 16:05 (Джон Ноа) Арнольд Осс — 21:55 Клиффорд Харрисон — 22:21 (Арнольд Осс) Арнольд Осс — 34:39 (Клиффорд Харрисон) Лен Сегларски (бол.) — 36:21 (Кен Якель) | 0 : 1 : 1 2 : 1 3 : 1 4 : 1 5 : 1 6 : 1 6 : 2 6 : 3 | 02:06 — Славомир Бартонь (Мирослав Новый) 44:12 — Властимил Гайшман (бол.) 54:21 — Мирослав Блажек |           | Судьи: В. Дварс Э. Ликок |
| |                                                     | |           | Судьи: В. Дварс Э. Ликок |
| |                                                     | |           | Судьи: В. Дварс Э. Ликок |
| |                                                     | |           | Судьи: В. Дварс Э. Ликок |
| 36 мин | Штраф                                               | 10 мин                                                                                             |           | Судьи: В. Дварс Э. Ликок |
| |                                                     | |           |                          |
| |                                                     | |           |                          |

| 24 февраля 1952 17:00 | Швеция | 0 : 4 (0:2, 0:2, 0:0) | Чехословакия | Йордаль Амфи, Осло Зрителей: 9000 |

| Отчёт | Отчёт                                                        | Отчёт | Отчёт     | Отчёт                     |
| ----- | ------------------------------------------------------------ | --- | --------- | ------------------------- |
|       |                                                              | |           |                           |
|       | Торд Флодквист — 00:00-33:00 Ларс-Оке Свенссон — 33:00-60:00 | Вратари | Ян Рихтер | Судьи: Э. Ликок К. Хаузер |
|       | Голы:                                                        | |           | Судьи: Э. Ликок К. Хаузер |
|       | 0 : 1 0 : 2 0 : 3 0 : 4                                      | 08:00 — Славомир Бартонь (Властимил Гайшман) 13:00 — Славомир Бартонь (Вацлав Бубник) 25:00 — Властимил Гайшман 33:00 — Милослав Хароузд (бол.) |           | Судьи: Э. Ликок К. Хаузер |
|       |                                                              | |           | Судьи: Э. Ликок К. Хаузер |
|       |                                                              | |           | Судьи: Э. Ликок К. Хаузер |
|       |                                                              | |           | Судьи: Э. Ликок К. Хаузер |
| 2 мин | Штраф                                                        | 6 мин |           | Судьи: Э. Ликок К. Хаузер |
|       |                                                              | |           |                           |
|       |                                                              | |           |                           |

| 25 февраля 1952 17:00 | Швеция | 5 : 3 (0:2, 1:1, 4:0) | Чехословакия | Йордаль Амфи, Осло Зрителей: 8000 |

| Отчёт | Отчёт                                           | Отчёт                                                                             | Отчёт     | Отчёт                        |
| --- | ----------------------------------------------- | --------------------------------------------------------------------------------- | --------- | ---------------------------- |
| |                                                 |                                                                                   |           |                              |
| | Ларс-Оке Свенссон                               | Вратари                                                                           | Ян Рихтер | Судьи: Э. Ликок Ю. Нарвестад |
| | Голы:                                           |                                                                                   |           | Судьи: Э. Ликок Ю. Нарвестад |
| Гёте Блумквист — 36:00 (Ларс Бьёрн) Ларс Петтерссон — 43:00 Свен Тумба-Юханссон — 49:00 Гёте Блумквист — 51:00 Хольгер Нурмела — 57:00 | 0 : 1 0 : 2 0 : 3 1 : 3 2 : 3 3 : 3 4 : 3 5 : 3 | 02:00 — Властимил Бубник (бол.) 16:00 — Властимил Бубник (бол.) (Бронислав Данда) |           | Судьи: Э. Ликок Ю. Нарвестад |
| |                                                 |                                                                                   |           | Судьи: Э. Ликок Ю. Нарвестад |
| |                                                 |                                                                                   |           | Судьи: Э. Ликок Ю. Нарвестад |
| |                                                 |                                                                                   |           | Судьи: Э. Ликок Ю. Нарвестад |
| 2 мин | Штраф                                           | 0 мин                                                                             |           | Судьи: Э. Ликок Ю. Нарвестад |
| |                                                 |                                                                                   |           |                              |
| |                                                 |                                                                                   |           |                              |

Сборная Чехословакии уступила в матче за 3-е место сборной Швеции, но завоевала бронзовые медали чемпионата Европы 1952.
Арбитрами на турнире работали Л. Тенча и В. Беранек.